# Lex Claudia
Lex Claudia de nave senatorum ou apenas Lex Claudia foi uma lei aprovada em 218 a.C. proposta pelo tribuno da plebe Quinto Cláudio que determinava que nenhum senador ou filho de senador poderia possuir um navio marítimo capaz de carregar mais do que 300 ânforas. Como uma ânfora equivalia a aproximadamente 3,78 litros, a lei tratava de navios com capacidade de aproximadamente sete toneladas.

## História
Embora Quinto Cláudio tenha sido o único proponente da lei, ela só passou no Senado Romano por causa do apoio do cônsul Caio Flamínio Nepos. Ela evitava que as famílias senatoriais romanas lucrassem com o comércio marítimo internacional, dado que, em Roma, os senadores já eram proibidos de participar do comércio, poise nriquecer através de atividades mercantis era considerado uma atividade de classes inferiores. As atividades dignas de um senador era a propriedade de terras, os mandatos no governo e os espólios de guerra. Apesar disto, muitos senadores vinham encontrando formas de driblar estas leis para lucrar com o comércio. A Lex Claudia buscava justamente impedir este comércio ilegal.
Como ela foi introduzida pouco antes do começo da Segunda Guerra Púnica, é possível que ela tenha sido também uma tentativa dos plebeus e do povo comum de Roma de impedir que os senadores se beneficiassem financeiramente de guerras além mar. Ela pode ser vista como uma tentativa de assegurar que os senadores que tomavam decisões com relação à guerra o faziam apenas pelo bem da República Romana em mente e não com seus próprios ganhos financeiros. Esta visão nos permite entender por que Flamínio, apesar da oposição de todos os senadores, ajudou a passar a lei pelo Senado, assegurando a lealdade à república e reforçando o processo decisório estritamente militar. Já os senadores parecem ter se oposto simplesmente por entenderem que esta lei seria uma interferência indevida em sua liberdade.
Por conta desta lei, as famílias senatoriais aumentaram seus investimentos em companhias comerciais e em propriedades de terra na península Itálica. A Lex Claudia foi uma das primeiras tentativas de separar a classe governante da classe comercial na República Romana. Ela forçou os senadores de volta aos latifúndios rurais e empurrou os equestres para o comércio marítimo internacional. Acredita-se que as enormes fazendas dos senadores teriam criado as condições que levaram à ascensão dos irmãos Graco, em 133 a.C., já no final do período republicano. Na época de Cícero (meados do século I a.C.), esta lei aparentemente já era obsoleta.